# Aaron McGowan
Aaron Joseph McGowan (* 24. Juli 1996 in Liverpool) ist ein englischer Fußballspieler, der bei Northampton Town unter Vertrag steht.

## Karriere
Aaron McGowan spielte bis zum Jahr 2013 in der Jugend des FC Morecambe. Für den damaligen Viertligisten debütierte er am 20. April 2013 bei einer 0:2-Niederlage gegen Torquay United als er für Gary McDonald eingewechselt wurde. Nachdem er im Januar und Mai 2014 zu zwei weiteren Einsätzen in der ersten Mannschaft gekommen war, erhielt McGowan seinen ersten Vertrag als Profi in Morecambe. Dieser lief bis zum Jahr 2016. In der Saison 2014/15 gelang ihm im Alter von 18 Jahren gegen Exeter City sein erstes Tor im Profibereich. Ab der Spielzeit 2015/16 kam er sehr regelmäßig zum Einsatz, ab 2017 war er Stammspieler beim Viertligisten.
Im Juni 2018 wechselte er nach Schottland zu Hamilton Academical. Dort war er auf Anhieb in der Abwehr der „Accies“ gesetzt als er sämtliche Ligaspiele bestritt. Nach zwei Jahren wechselte er im Juli 2020 zum FC Kilmarnock.